# Torre de Oliva
La Torre de Oliva, con el código 46.25.181-032, se encuentra en el municipio de Oliva, comarca de la Safor, provincia de Valencia. 

## Bien de interés cultural
Declarada como Bien de interés cultural con declaración genérica, no tiene ni inscripción, ni expediente.
IGPCV: 46.181-9999-000001

## Descripción histórico-artística
Esta torre fabricada en ladrillo y piedra, es la única que se conserva de la muralla que rodeaba Oliva en el siglo XVI. La torre defendía el acceso a la Villa a través del “Portal del Pi”, desaparecido actualmente. Se llamaba así porque conducía al convento franciscano de Santa María del Pi, destruido por el terremoto de 1598.